# Bidin' My Time
| Recensione | Giudizio |
| ---------- | -------- |
| AllMusic   |          |

Bidin' My Time è un album discografico di Chris Hillman, pubblicato dall'etichetta discografica Rounder Records nel settembre del 2017.

## Tracce

### CD
1. Bells of Rhymney – 3:47 (Idris Davies, Pete Seeger)
2. Bidin' My Time – 2:59 (Chris Hillman, Steve Hill)
3. Given All I Can See – 3:02 (Chris Hillman, Steve Hill)
4. Different Rivers – 3:10 (Chris Hillman, Steve Hill)
5. Here She Comes Again – 2:31 (Chris Hillman, Roger McGuinn)
6. Walk Right Back – 2:30 (Sonny Curtis)
7. Such Is the World That We Live In – 2:46 (Chris Hillman, Steve Hill)
8. When I Get a Little Money – 2:32 (Nathan G. Barrow)
9. She Don't Care About Time – 2:29 (Gene Clark)
10. New Old John Robertson – 1:48 (Christopher Hillman, James Roger McGuinn)
11. Restless – 2:34 (Chris Hillman, Steve Hill)
12. Wildflowers – 2:51 (Tom Petty)

## Musicisti
Bells of Rhymney
- Chris Hillman - voce solista
- Herb Pedersen - armonie vocali, chitarra acustica
- David Crosby - armonie vocali
- John Jorgenson - chitarra acustica, chitarra acustica a 12 corde
- Benmont Tench - piano
- Mark Fain - contrabbasso
- Steve Ferrone - batteria

Bidin' My Time
- Chris Hillman - voce solista, mandolino
- Herb Pedersen - armonie vocali, chitarra acustica
- John Jorgenson - chitarra acustica a 12 corde, chitarra elettrica
- Jay Dee Maness - chitarra steel
- Benmont Tench - piano
- Mark Fain - contrabbasso
- Steve Ferrone - batteria

Given All I Can See
- Chris Hillman - voce solista
- Herb Pedersen - chitarra acustica
- John Jorgenson - chitarra acustica a 12 corde
- Tom Petty - armonica
- Mark Fain - contrabbasso
- Steve Ferrone - batteria

Different Rivers
- Chris Hillman - voce solista
- Herb Pedersen - armonie vocali, chitarra acustica
- John Jorgenson - chitarra acustica solista
- Benmont Tench - piano
- Mark Fain - contrabbasso

Here She Comes Again
- Chris Hillman - voce solista, chitarra basso
- Herb Pedersen - armonie vocali, chitarra acustica
- Roger McGuinn - chitarra elettrica a 12 corde
- Tom Petty - chitarra elettrica
- Josh Jové - chitarra elettrica a 12 corde
- Benmont Tench - organo
- Steve Ferrone - batteria

Walk Right Back
- Chris Hillman - voce solista
- Herb Pedersen - armonie vocali, chitarra acustica
- John Jorgenson - chitarra acustica solista
- Mark Fain - contrabbasso
- Steve Ferrone - batteria

Such Is the World That We Live In
- Chris Hillman - voce solista, mandolino
- Herb Pedersen - armonie vocali, chitarra acustica
- John Jorgenson - chitarra acustica solista
- Gabe Witcher - fiddle
- Mark Fain - contrabbasso

When I Get a Little Money
- Chris Hillman - voce solista, mandolino
- Herb Pedersen - armonie vocali, chitarra acustica
- John Jorgenson - chitarra acustica
- Mark Fain - contrabbasso

She Don't Care About Time
- Chris Hillman - voce solista
- Herb Pedersen - armonie vocali, chitarra acustica
- John Jorgenson - chitarra acustica, chitarra elettrica a 12 corde
- Benmont Tench - piano
- Mark Fain - contrabbasso
- Steve Ferrone - batteria

New Old John Robertson
- Chris Hillman - voce solista
- Herb Pedersen - armonie vocali, banjo
- John Jorgenson - chitarra acustica, mandolino
- Gabe Witcher - fiddle
- Mark Fain - contrabbasso

Restless
- Chris Hillman - voce solista
- Herb Pedersen - chitarra acustica
- John Jorgenson - chitarra acustica, chitarra acustica a 12 corde
- Mike Campbell - chitarra elettrica solista
- Benmont Tench - piano, organo
- Mark Fain - contrabbasso
- Steve Ferrone - batteria

Wildflowers
- Chris Hillman - voce solista, mandolino
- Herb Pedersen - armonie vocali, chitarra acustica
- John Jorgenson - chitarra acustica
- Benmont Tench - piano
- Gabe Witcher - fiddle
- Mark Fain - contrabbasso

Note aggiuntive
- Tom Petty - produttore
- Herb Pedersen - produttore esecutivo
- Registrazioni effettuate al The Clubhouse di Los Angeles (California) ed al Shoreline Recorders di Malibu (California)
- Ryan Ulyate - ingegnere delle registrazioni
- Josh Jové e Chase Simpson - assistenti ingegnere delle registrazioni
- Mixaggio effettuato da Ryan Ulyate al Shoreline Recorders di Malibu (California) ed al Ryan's Place di Topanga (California)
- John Jorgenson - arrangiamenti musicali
- Alan Bugs Weidel - crew chief e logistics
- Josh Jové - fotografie (copertina frontale e retro e pagine interne del libretto CD)
- Lori Stoll - fotografie (CD case e interno libretto CD)
- Camilla McGuinn - fotografie (interno del libretto CD)
- Carrie Smith - design copertina
- Florian Mihr - package design[3]

## Classifica
Album
| Anno | Classifica            | Posizione raggiunta |
| ---- | --------------------- | ------------------- |
| 2017 | Bluegrass Albums      | 2                   |
| 2017 | Americana/Folk Albums | 14                  |
| 2017 | Top Album Sales       | 66                  |
| 2017 | Top Country Albums    | 37                  |
| 2017 | Heatseekers Albums    | 5                   |
| 2017 | Tastemakers           | 22                  |